# パレア若狭
パレア若狭（パレアわかさ）は、福井県若狭町にある音楽ホール、図書館、ギャラリー等を擁する複合文化施設。2006年に開館した。

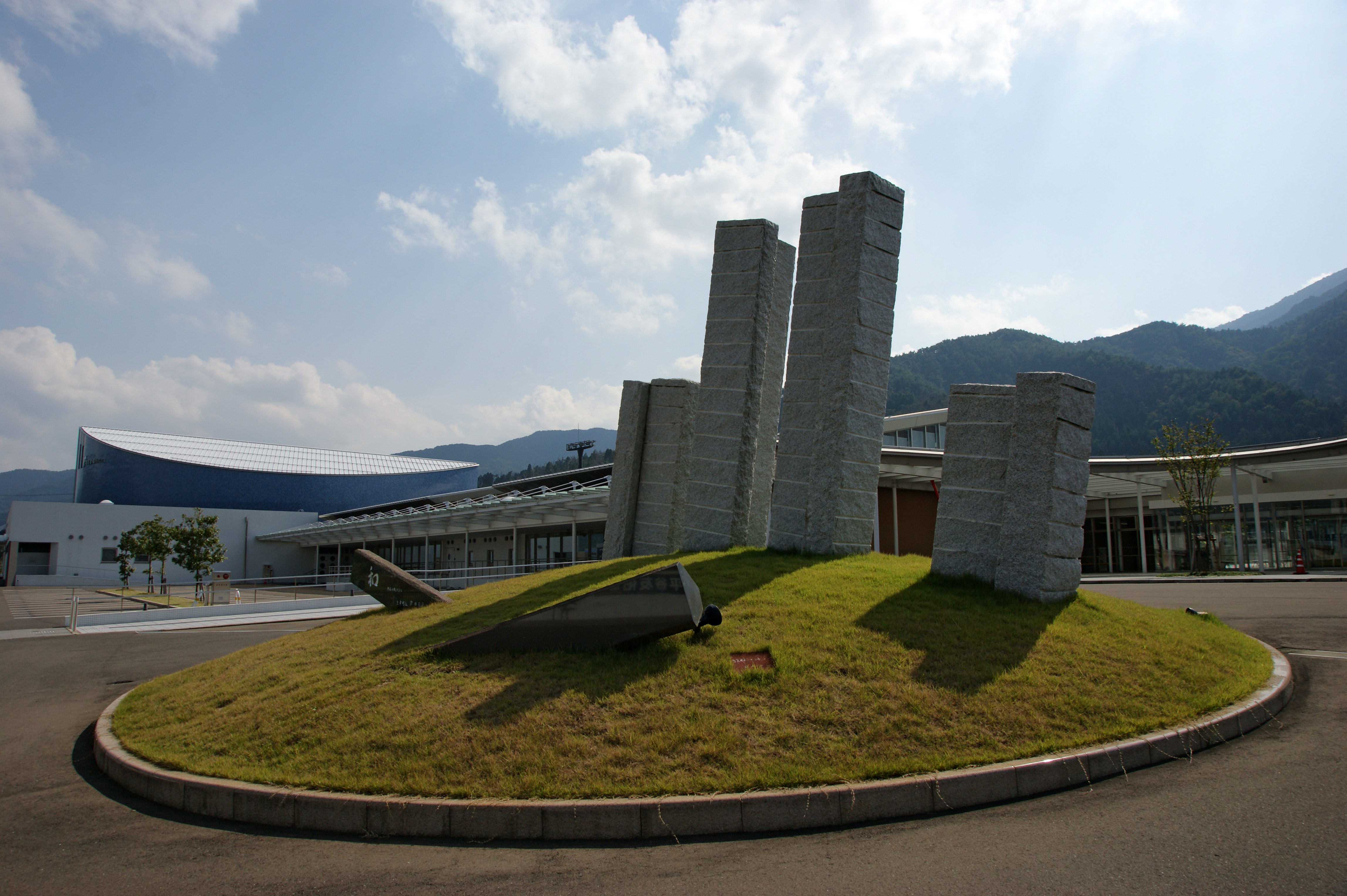
正面のモニュメント

## 施設

### 音楽ホール
音響重視で設計されたカーテン方式の残響可変装置を装備するホールで、コンサートから講演会まで様々なイベントに最適の音響効果で対応する。完全バリアフリー。
- 座席数
  - 1階 400席（内車椅子席：4席）
  - 2階 52席
- 親子室 - 幼児同伴で鑑賞できる部屋
- リハーサルスタジオ（収容人員：30人）
- 楽屋 - 3室
- ホールホワイエ

### 若狭町立図書館パレア若狭館
- 開館時間 - 9時～18時　（金曜は20時）
- 休館日 - 火曜日・蔵書点検期間・年末年始

### その他
- トレーニングジム
- 創作スタジオ -  陶芸用
- ギャラリー -  絵画等の展示ギャラリー
- 音楽スタジオ
- 研修室
- 和室 - 茶道、華道用
- 会議室
- キッチンスタジオ
- キッチンスタジオ横和室 - 食事室用

## 建築概要
- 設計 - 日本設計
- 施工 - 西松建設・鴻池組・西野工務店共同企業体
- 竣工 - 2006年3月
- 構造 - 鉄筋コンクリート造　一部鉄骨鉄筋コンクリート造　2階建　塔屋付き
- 敷地面積 - 21,219.75m2
- 延床面積 - 10,371m2
- 所在地 - 福井県三方上中郡若狭町市場第18号18番地

## 交通アクセス
- 小浜線 上中駅 徒歩10分
- 湖西線 近江今津駅からJR西日本バス若江線で37分、「上中病院前」停留所下車、徒歩3分

## 周辺
- 三宅区火の見やぐら
- 信主神社
- 天徳寺
- 瓜割の滝